# ГЕС Лінгоні
ГЕС Лінгоні — мала гідроелектростанція у державі Коморські острови, розташована на острові Анжуан. Станом на середину 2010-х років найпотужніша ГЕС країни.
Станцію Лінгоні, як і ще дві інші малі ГЕС на Анжуані, спорудили в період французького колоніального панування у 1940-х роках. Вона використовує ресурс із річки Помоні (Лінгоні) та була обладнана однією турбіною типу Френсіс потужністю 0,6 МВт.
Через поганий технічний стан обладнання у 2007 році ГЕС Лінгоні виробила лише 52 тис. кВт·год електроенергії (що відповідає середній річній потужності у 0,006 МВт). Станом на 2017 рік вона пройшла реабілітацію зі збільшенням фактичної потужності до 0,375 МВт. Утім, варто відзначити, що на острові є також проблема пересихання річок, що стала наслідком вирубування лісів на дрова для дистиляції ароматичної олії іланг-іланг. Як наслідок, у 2010-х здійснювали заходи з відновлення лісових насаджень у верхів'ях Лінгоні.
Враховуючи, що діюча ГЕС використовує лише незначну частину гідроенергетичного потенціалу річки, існує проєкт використання тієї ж схеми, але зі збільшеною до 1,6 МВт потужністю.